# Myoglanis
Myoglanis é um gênero de peixes sul-americanos de água doce.

## Espécies
- Myoglanis aspredinoides DoNascimiento & Lundberg, 2005
- Myoglanis koepckei F. Chang, 1999
- Myoglanis potaroensis C. H. Eigenmann, 1912